# آنجلیکا سلایا
آنجلیکا سِلایا (انگلیسی: Angélica Celaya؛ زادهٔ ۹ ژوئیهٔ ۱۹۸۲) بازیگر و مانکن اهل ایالات متحده آمریکا است. وی از سال ۲۰۰۳ میلادی تاکنون مشغول فعالیت بوده‌است.

## گزیده فیلمشناسی
از فیلم‌ها یا برنامه‌های تلویزیونی که وی در آن نقش داشته‌است می‌توان به آثار زیر اشاره کرد.
- مهره سوخته (۲۰۱۲)
- کنستانتین (۲۰۱۴–۱۵)
- کسل (مجموعه تلویزیونی) (۲۰۱۶)